# Městské divadlo (Zlín)
Městské divadlo (Divadlo pracujících) je divadelní budova vystavěná v letech 1960–1967 ve Zlíně (tehdy v Gottwaldově) na třídě Tomáše Bati (tehdejší Stalinově či Revoluční). Slavnostně otevřena byla 11. listopadu 1967, v roce 1989 byla částečně rekonstruována a v roce 2000 byla prohlášena za kulturní památku. Jedná se o reprezentativní moderní architekturu s rysy bruselského stylu, jejímiž autory jsou architekti Karel a Miroslav Řepovi a František Rozhon. Součástí interiérů a exteriéru je řada uměleckých děl včetně pohledově výrazné plastiky Letící múza od sochaře Luboše Moravce. Budova po celou dobu slouží původnímu účelu jako scéna Městského divala Zlín.

## Historie
První snahy o výstavbu stálé divadelní budovy ve Zlíně sahají už do 30. let 20. století, kdy architekt František Lýdie Gahura vypracoval několik studií na její umístění v rámci náměstí Práce. Zprvu uvažoval o začlenění divadla do společného komplexu s kinem, společenským a obchodním domem, později se věnoval samostatné divadelní budově, vydvořil dokonce projekt na přestavbu dřívějšího Velkého kina (1933) pro potřeby divadelního provozu. Všechny plány však byly přerušeny politickým vývojem a druhou světovou válkou. Po válce, v roce 1946, bylo ve Zlíně založeno Divadlo pracujících jako stálá divadelní scéna, která byla součástí národního podniku Baťa (od roku 1949 Svit) jako jeho kulturní zařízení. Zprvu působilo v adaptovaných prostorách Komorního kina (pozdější Malé scény) z roku 1936.
V roce 1957 vypsal Krajský národní výbor v tehdejším Gottwaldově celostátní anonymní soutěž na projekt činoherního divadla pro 800 až 900 diváků. Z celkových 49, či snad 57 podaných návrhů, které byly vyhodnoceny na jaře 1958, získal nejvyšší ocenění návrh architektonické dvojice otce a syna Karla a Miroslava Řepových, který byl následně zpracován architektem Františkem Rozhonem ze Stavoprojektu Gottwaldov.

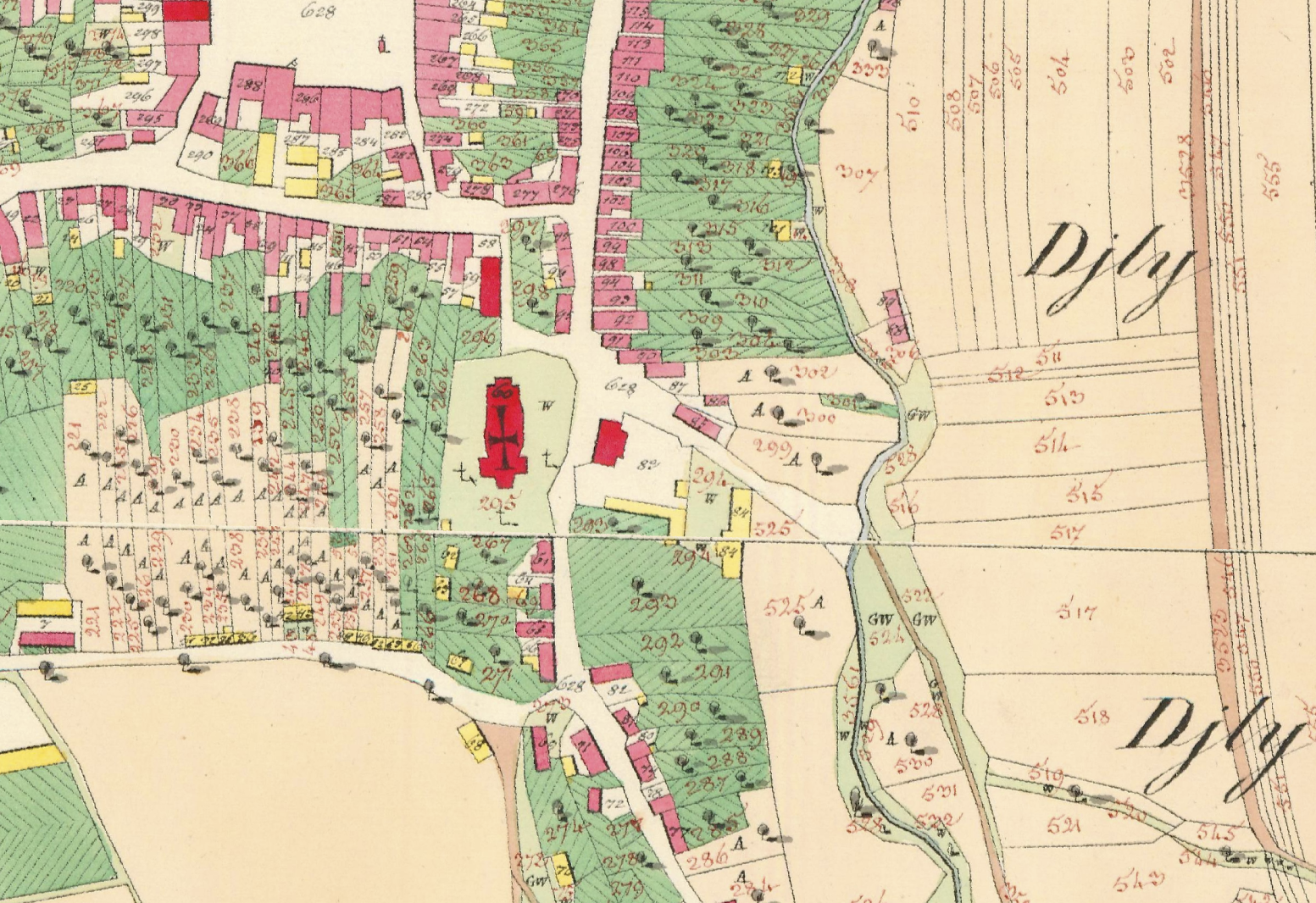
Jihovýchod Zlína ve Stabilním katastru (1829). Lokace divadla naproti kostelu (červená dominanta s křížem) u křižovatky Dlouhé ulice (vertikála) s pozdější třídou T. Bati (horizontála pod náměstím Míru). Fara naproti kostelu (rovněž červená) spolu s dalšími domy divadlu ustoupily.

Prostor pro divadlo byl vybrán ze sedmi navržených lokací v centru města nedaleko hlavního náměstí naproti kostelu. V místech zamýšlené hlavní budovy se nacházely přízemní obytné domky, které musely být nejprve odstraněny. Stejně tak fara či architektonicky cenná funkcionalistická vila rodiny Šallerovy. Pro snížení nákladů bylo rozhodnuto využít pro potřeby nového divadla také objekt stávající požární zbrojnice, postavené architektem Miroslavem Lorencem v letech 1939–1941.
Výstavba divadla podle projektu byla zahájena v roce 1960 a dokončena v roce 1967. Zlínský architektonický manuál uvádí, že první symbolický výkop na staveništi byl proveden už 1. května 1958. V roce 1960 došlo v rámci reformy státní správy ke zrušení Gottwaldovského kraje a jeho území se stalo součásti kraje Jihomoravského s centrem v Brně, kde se ovšem tehdy stavělo nové státní divadlo, takže v roce 1962 byla výstavba toho zlínského zastavena, posléze však znovu obnovena. Celý komplex byl postaven nákladem 46 milionů 27 tisíc korun. V roce 1962 byla také vyhlášena celostátní anonymní výtvarná soutěž na uměleckou výzdobu divadla, do níž se přihlásilo 130 autorů.
Slavnostní zahájení provozu se uskutečnilo 11. listopadu 1967 premiérou činohry Jánošík od Jiřího Mahena, v jejíž titulní roli vystoupil Miroslav Moravec.

## Architektura a výzdoba
Budova divadla je příkladem moderní reprezentativní, bohatě materiálově a umělecky vybavené architektury přelomu 50. a 60. let 20. století vycházející z funkcionalismu s prvky bruselského stylu. Je situována na nárožní parcele s malým náměstím, které však pozdější rozvoj automobilismu degradoval na rušnou křižovatku. Hlavní objekt divadla má obdélníkový půdorys a je propojen s pomocnou budovou bývalé požární zbrojnice prostřednictvím spojovací chodby pro zaměstnance, která vede z jižní strany v úrovni druhého patra na hranolových pilířích.
Dominantou budovy je vejčité hlediště s prstencem lóží po obvodu sálu, které je umístěno ve středu objektu s plochou střechou. Ze střechy vystupuje věžová hranolová hmota provaziště s červenou břízolitovou omítkou o výšce 25 metrů. Sálu samotnému dominuje lomenicový dřevěný akustický podhled. Hlediště pak doplňuje vestibul v přízemí a rozsáhlé foyer v patře. Západní dvoupodlažní průčelí má v parteru loubí, rytmizované systémem zkosených pilířů. Před průčelím se nachází terasa s kamennou dlažbou, propojená s okolním terénem širokým schodištěm, děleným nízkými příčnými zídkami s kamennými oválnými vázami.
Vstupní vestibul je přístupný přes hlavní vstup, který tvoří velké prosklené dveře uprostřed západního průčelí. Stěna průčelí je navíc po stranách prolomena systémem malých obdélných vertikálních štěrbin. Ze vstupního vestibulu vedou po obou stranách do patra dvě samonosná dvojramenná protisměrně lomená schodiště. V patře se průčelí otevírá v celé své šířce prosklenou stěnou na celou výšku vnitřního foyeru, před níž je umístěn balkon.
Boční severní průčelí směrem k třídě Tomáše Bati má v přízemí menší obdélná okna a v patře systém mírně předstupujících pilířů. Podobně je řešeno jižní průčelí do Divadelní ulice, které je v polovině opatřeno obdélným vstupem s vysunutou železobetonovou markýzou. Zadní východní průčelí ústí do malého parku se skleněnou mozaikou vyloženou kašnou a plastikou Torzo od Miroslava Chlupáče, za níž vytváří jakýsi paravan strukturovaná betonová stěna od Čestmíra Janoška. Významným výtvarným prvkem budovy je stylizovaná plastika Letící múza od sochaře Luboše Moravce, umístěná na vysokém subtilním nosníku na severním konci terasy před západním průčelím.
Vedlejší třípatrová provozní budova, připojená chodbou pro transport kulis, má obdélný půdorys a je podsklepená s vnitřní trojtraktovou dispozicí. Má železobetonový vyzdívaný skelet.
Divadlo bylo navrženo jako univerzální prostor s důrazem na činohru, s možnostmi pro zpěvohru i balet. Vnitřní uspořádání vztahu hlediště k jevišti řešili autoři jako reformovaný kukátkový prostor s rozměrným proscéniem, umožňujícím těsnější spojení mezi účinkujícími a publikem. Bylo také umožněno hrát na vykrytém orchestřišti před slavnostní kruhovou oponou nebo po jejím otevření využít celý prostor proscénia i jeviště, jež bylo možno dále prohloubit o zadní jeviště na celkovou hloubku 32 metrů. Hlavní jeviště získalo rozměry 17,5 × 19 metrů a disponovalo točnou o průměru 13 metrů. Hlediště má šířku 20 metrů, hloubku 22 metrů a elevaci 4 metry.

Interiér byl proveden v kombinaci pastelově modré, bílé, šedé a černé barvy se světlým přírodním dřevem. Kromě výše zmíněných plastik v exteriéru byla zaoblená stěna hlediště ve vestibulu obložena mozaikou Milana Obrátila a Zbyňka Slavíčka a ve foyer vyvedena velká stylizovaná malba Zdeňka Holuba. V portálu jeviště o šířce 12 metrů a výšce 6,5 metru byla kromě železné protipožární opony zavěšena textilní opona vyrobená v gobelínové dílně Ústředí uměleckých řemesel ve Valašském Meziříčí podle návrhu Hany Lendrové a Sylvy Řepkové. Ve vrátnici do provozní části budovy byl naproti vchodu umístěn figurální reliéf Zdeňka Kováře na námět Drama, Poezie a Hudba. Vnitřní i vnější plochy doplňují také keramické práce Ludmily Hladíkové, Děvany Mírové, Marie Rychlíkové a Aloise Šutery.

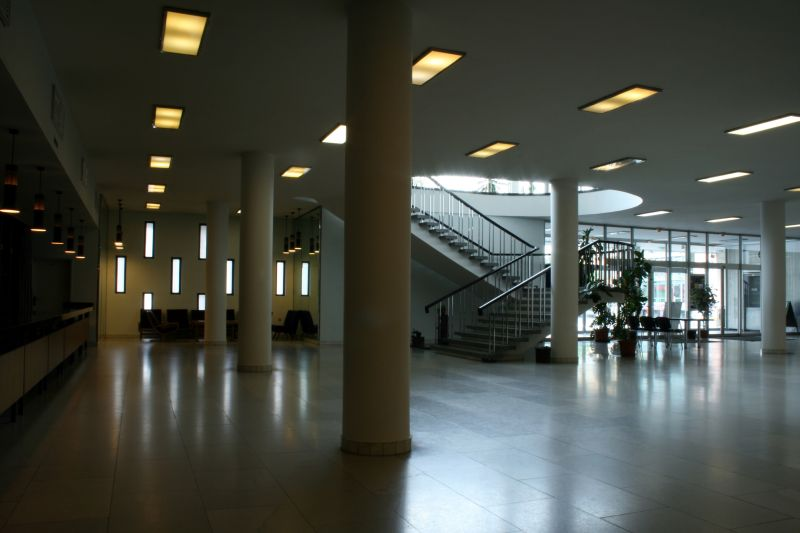
Přízemní vestibul
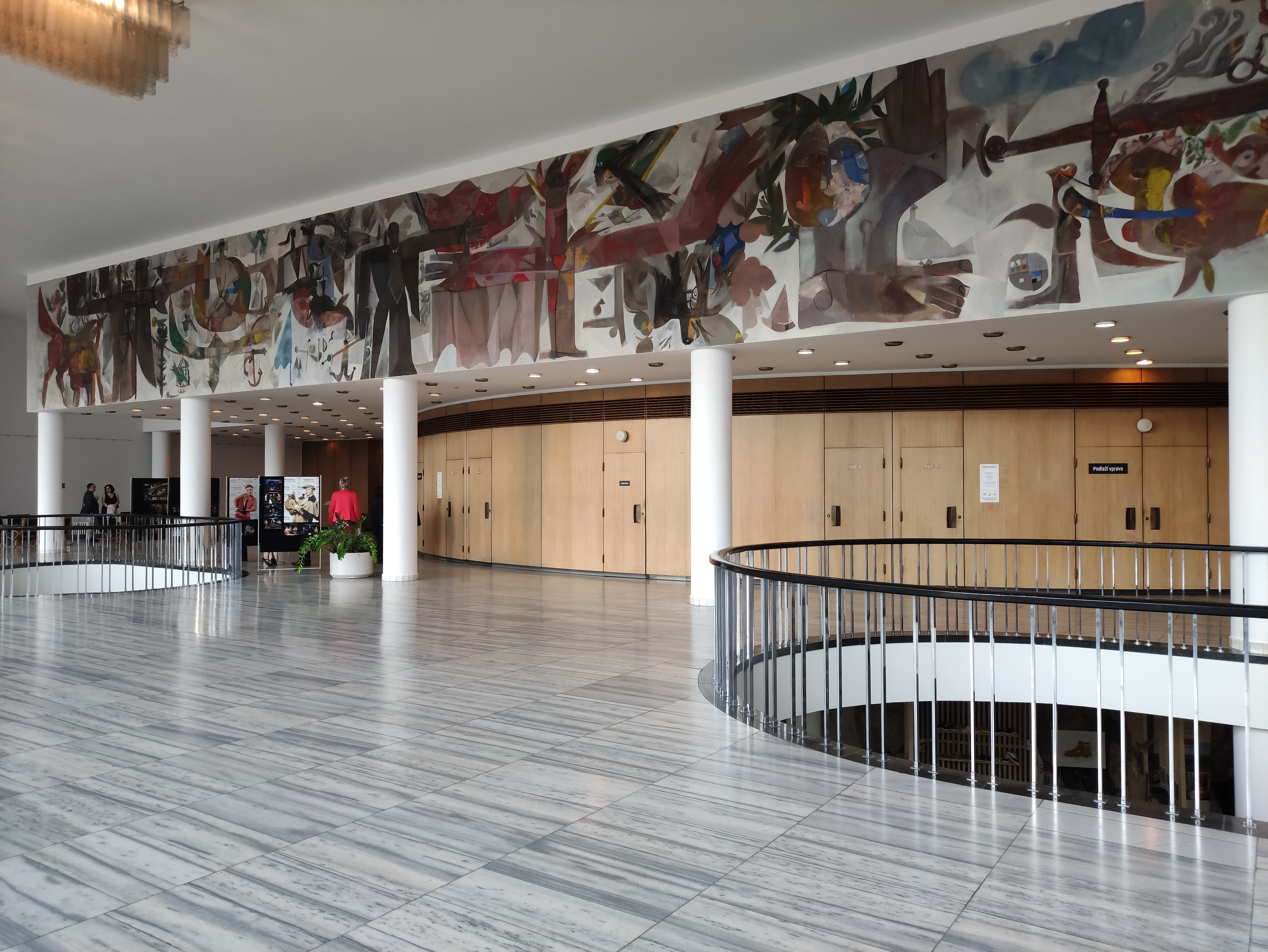
Foyer v patře
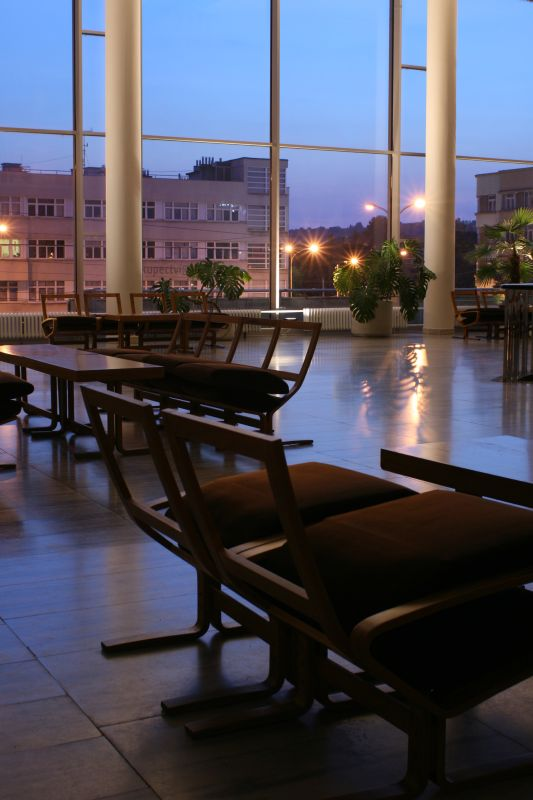
Výhled prosklenou stěnou v patře
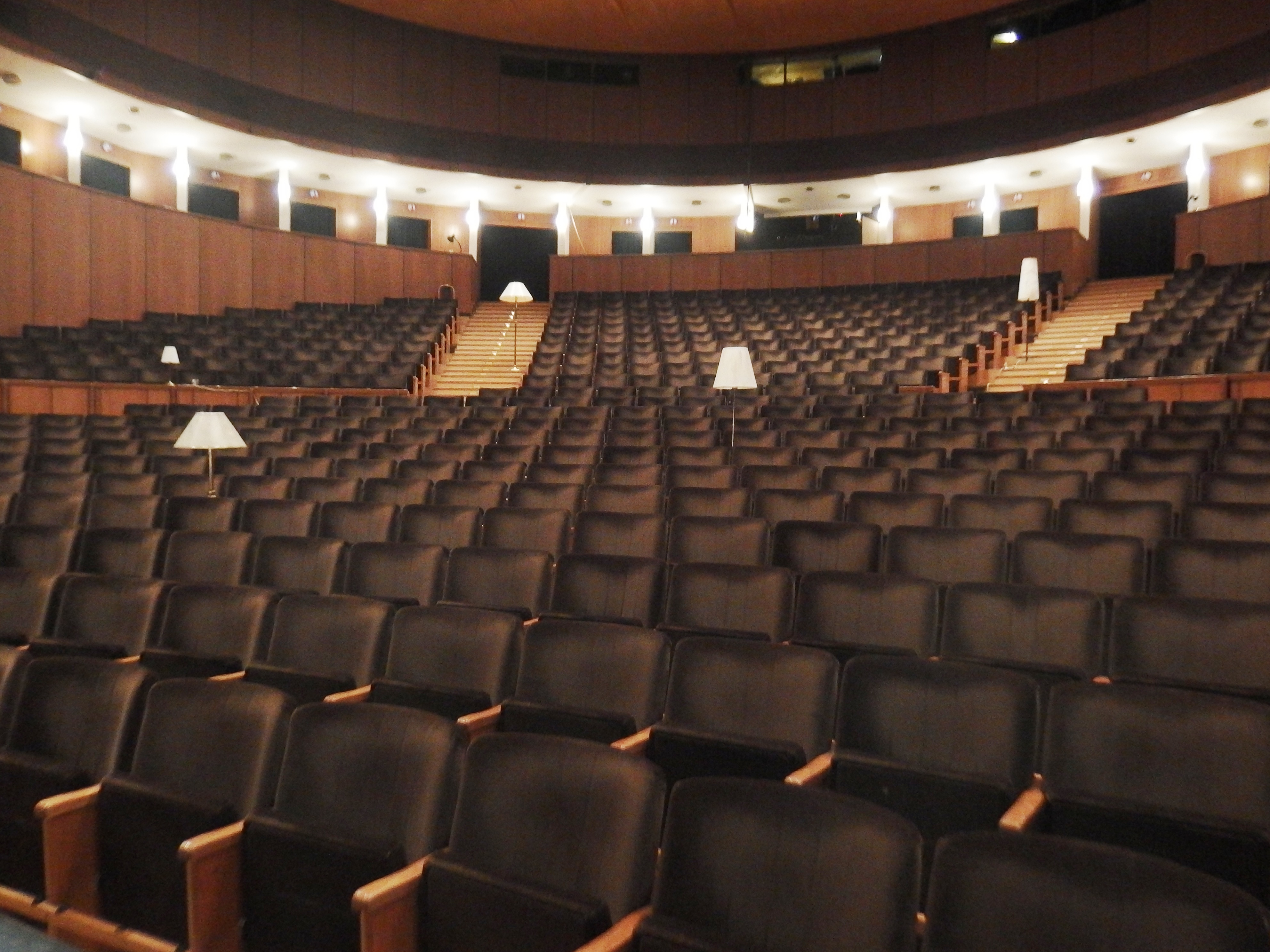
Pohled do hlediště s lóžemi
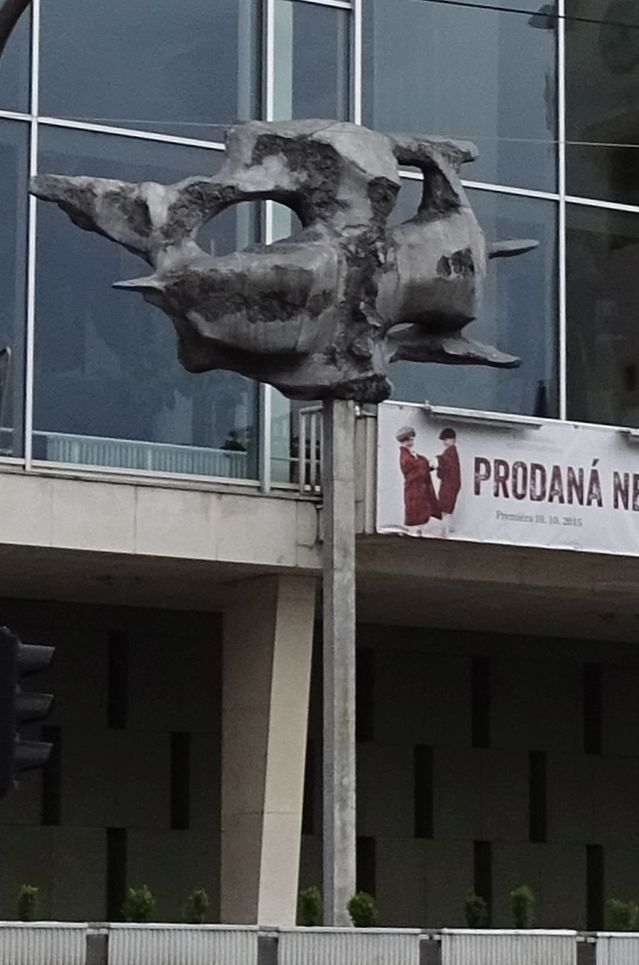
Plastika Letící múza na terase

## Rekonstrukce a další vývoj
V roce 1989 prošla budova výraznou rekonstrukcí, během níž byl upraven hlavní sál, hlediště a přilehlé prostory. Kapacita hlavního sálu se v zájmu zvýšení komfortu snížila z původních 800 na 687 míst (z nich 46 v lóžích). V hlavní budově tehdy vznikla také další divadelní scéna Studio G (podle Gottwaldova, později tedy Studio Z) s kapacitou 84 míst. V 90. letech probíhaly další úpravy a rekonstrukce budovy.
V prosinci 2000 byla budova prohlášena rozhodnutím Ministerstva kultury ČR za kulturní památku, a to včetně uměleckých děl, přilehlého parku a kašny.
V létě 2023 prošlo hlediště velkého sálu novou úpravou podle architektonického návrhu Pavla Haince, při níž byla mimo jiné vyměněna podlahová krytina a také obměněna sedadla, přičemž ta stávající byla věnována do ukrajinského města Ivano-Frankivsk. Kapacita sálu úpravou dále poklesla na 556 míst. Koncem léta 2023 však spadly z fasády nad hlavním vchodem divadla dvě desky z vračanského vápence, kterými byla obložená. Vzhledem k památkovému statusu a požadavkům památkové péče na zachování vračanského vápence z Bulharska pro obnovu fasády odhadlo na jaře 2024 vedení města nutné náklady na opravu na 100 milionů korun.